# Întregalde, Alba
Întregalde (în maghiară Havasgáld, în germană: Koliben) este satul de reședință al comunei cu același nume din județul Alba, Transilvania, România.

## Așezare
Localitatea Întregalde este situată la 45 km nord de municipiul Alba Iulia.

## Date economice
- Populația are o lungă tradiție în creșterea animalelor.
- Localitatea are un potențial turistic deosebit și prezintă oportunități pentru construirea de case de vacanță. Aici a fost deschis un „Punct de Informare Turistică”, realizat cu sprijinul Cercului de Turism Montan „Munții Apuseni” din Cluj.

## Lăcașuri de cult
- Biserica din lemn „Sfântul Ilie” din anul 1768, pictată la interior în 1789 (monument istoric).

## Obiective turistice
- Muzeul etnografic rural (inaugurat în 2007). Cuprinde un interior de casă țărănească tradițională. În cele două încăperi sunt etalate exponate ce reflectă ocupațiile casnice și mesteșugurile tradiționale ale zonei.
- Rezervația naturală Cheile Găldiței și Turcului (80 ha).
- Rezervația naturală Cheile Tecșeștilor (5 ha).
- Rezervația naturală Piatra Cetii (75 ha).

## Galerie de imagini

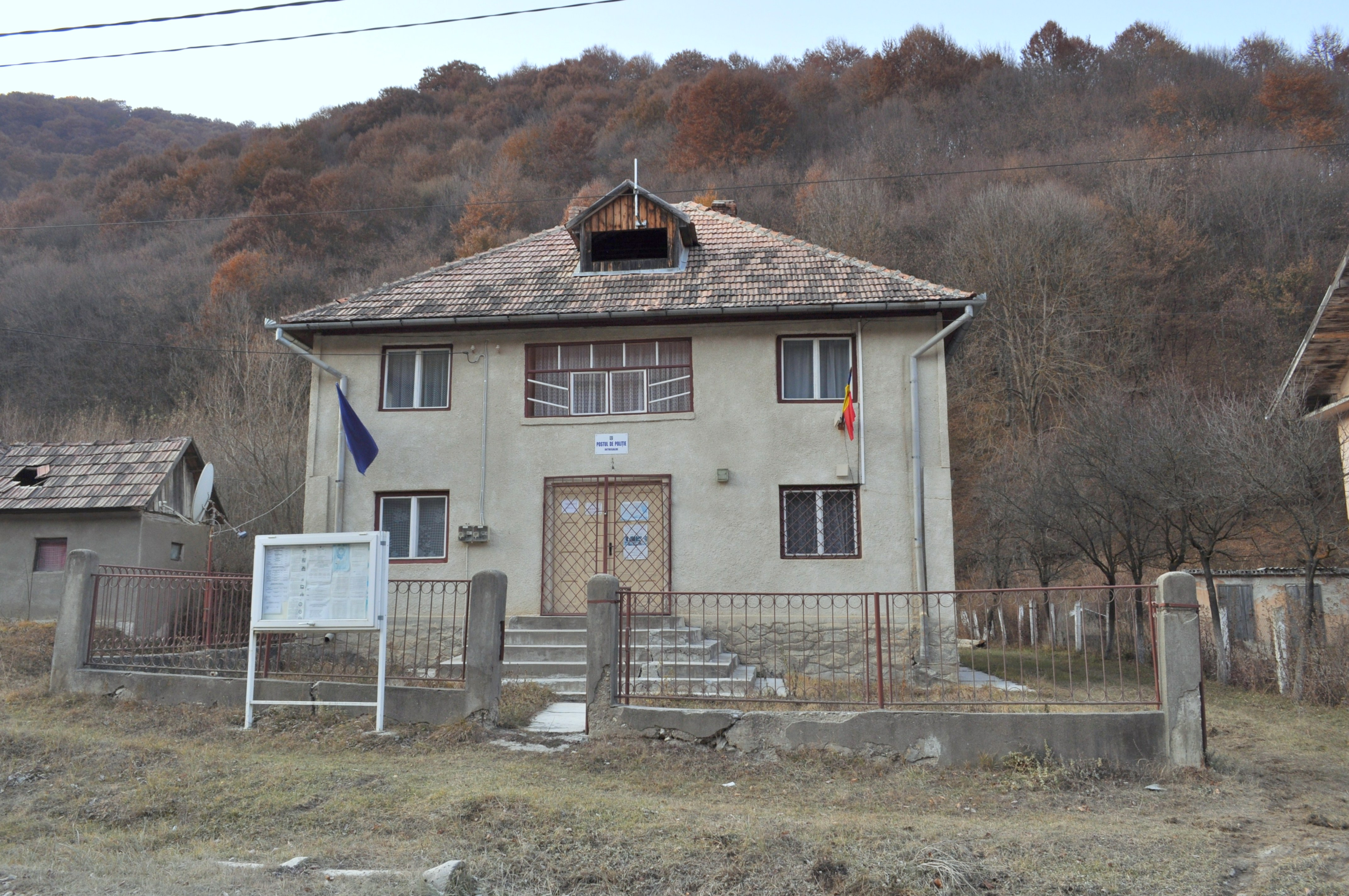
Postul de poliție
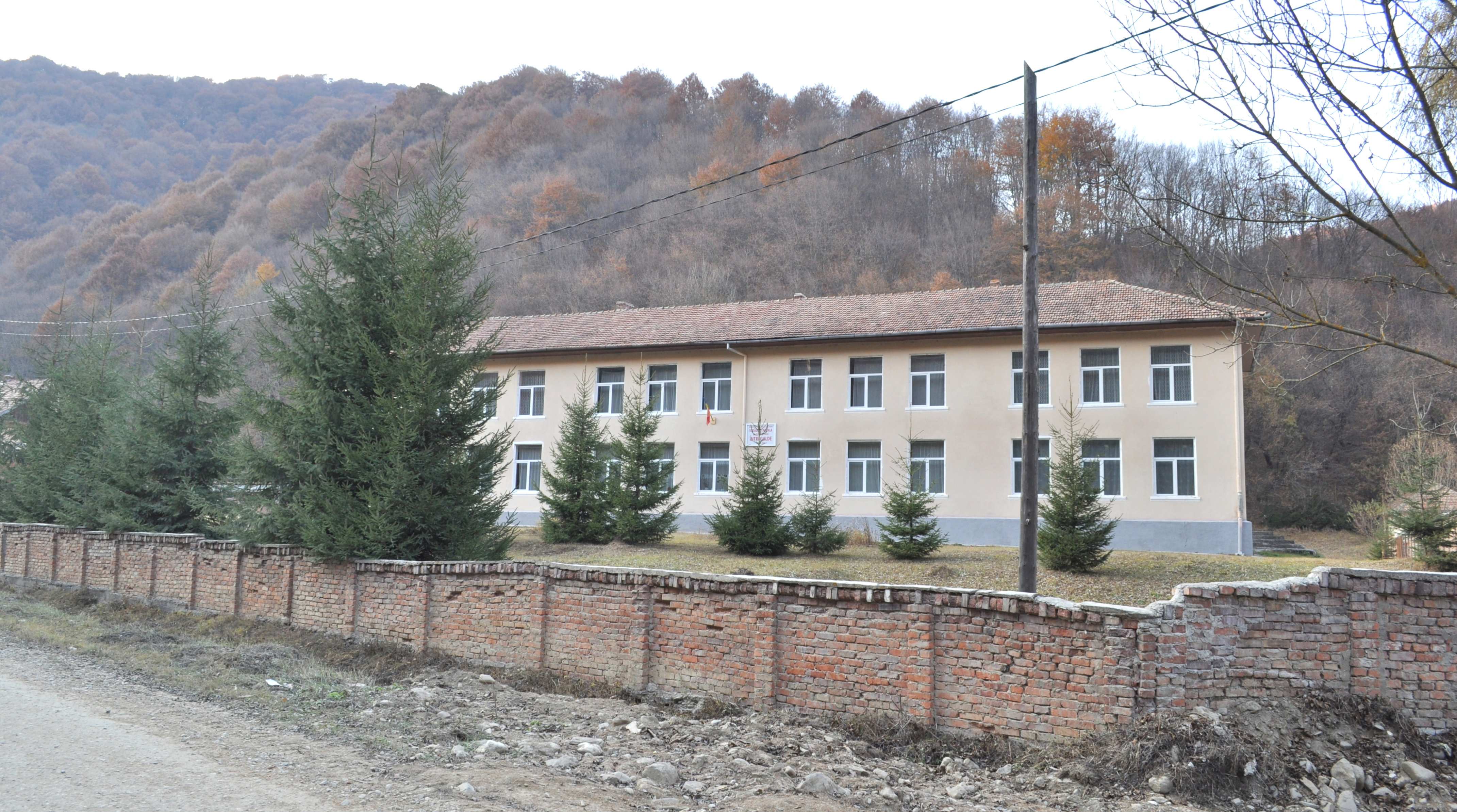
Școala
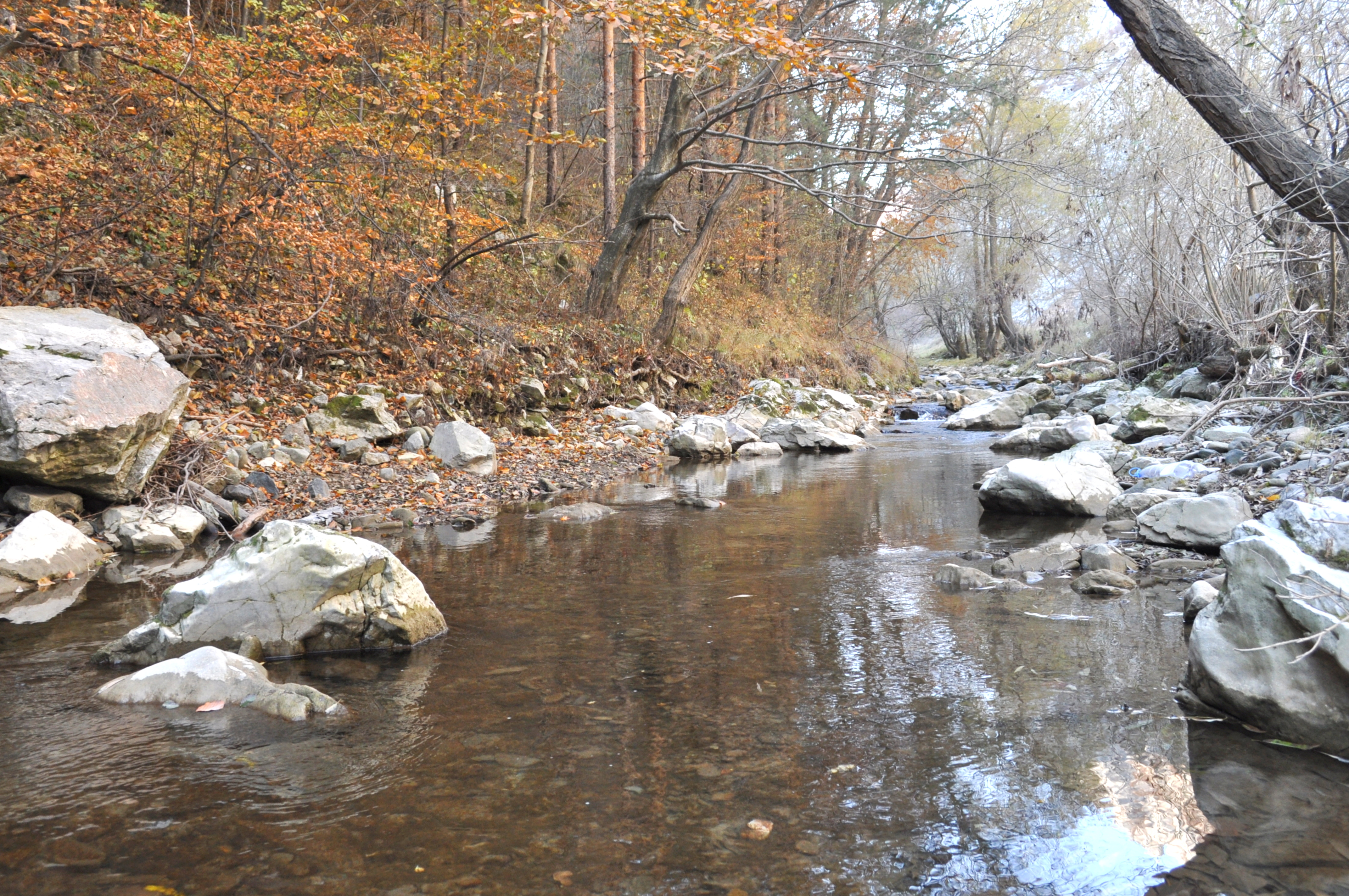
Râul Galda
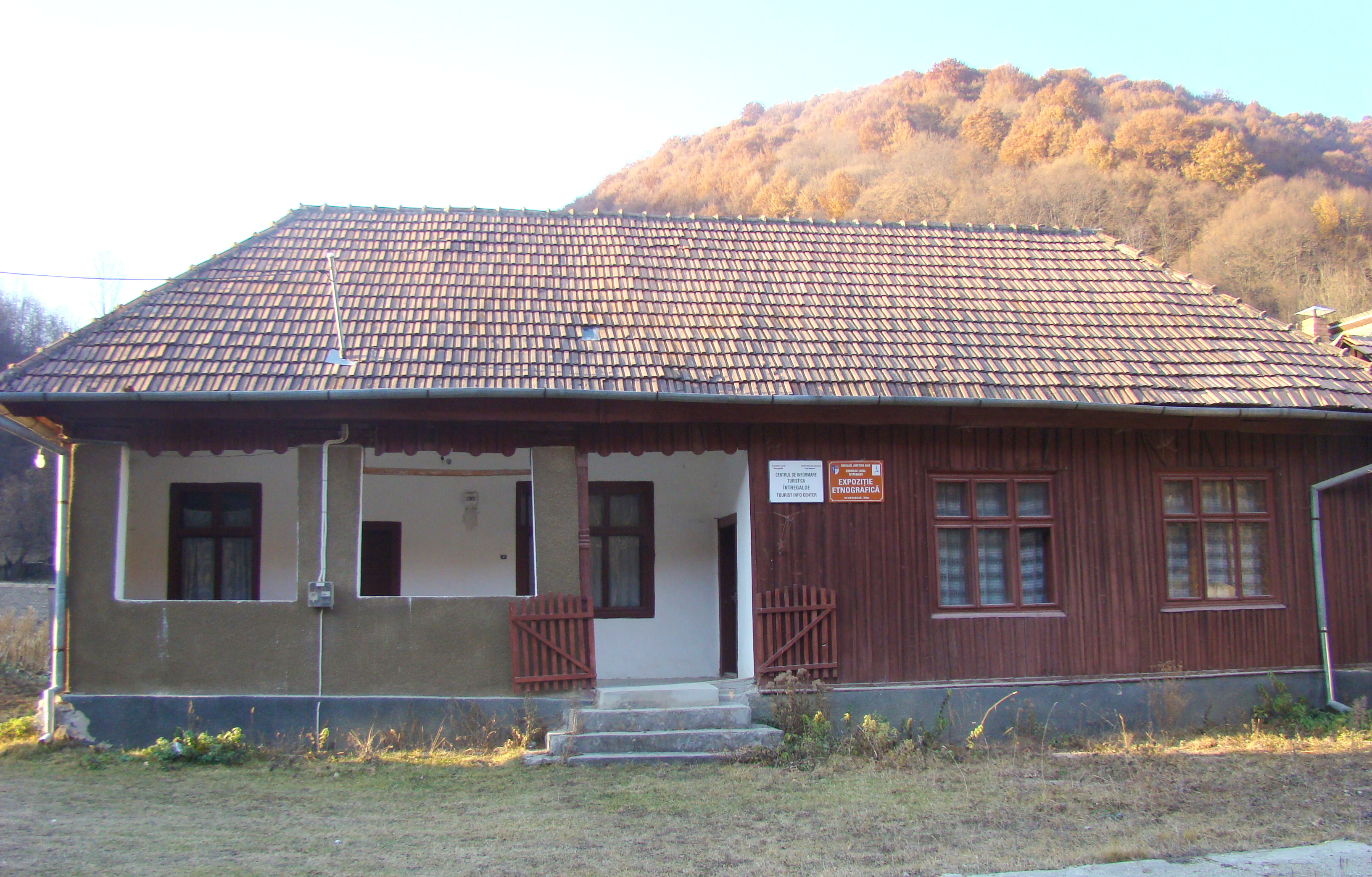
Expoziția etnografică
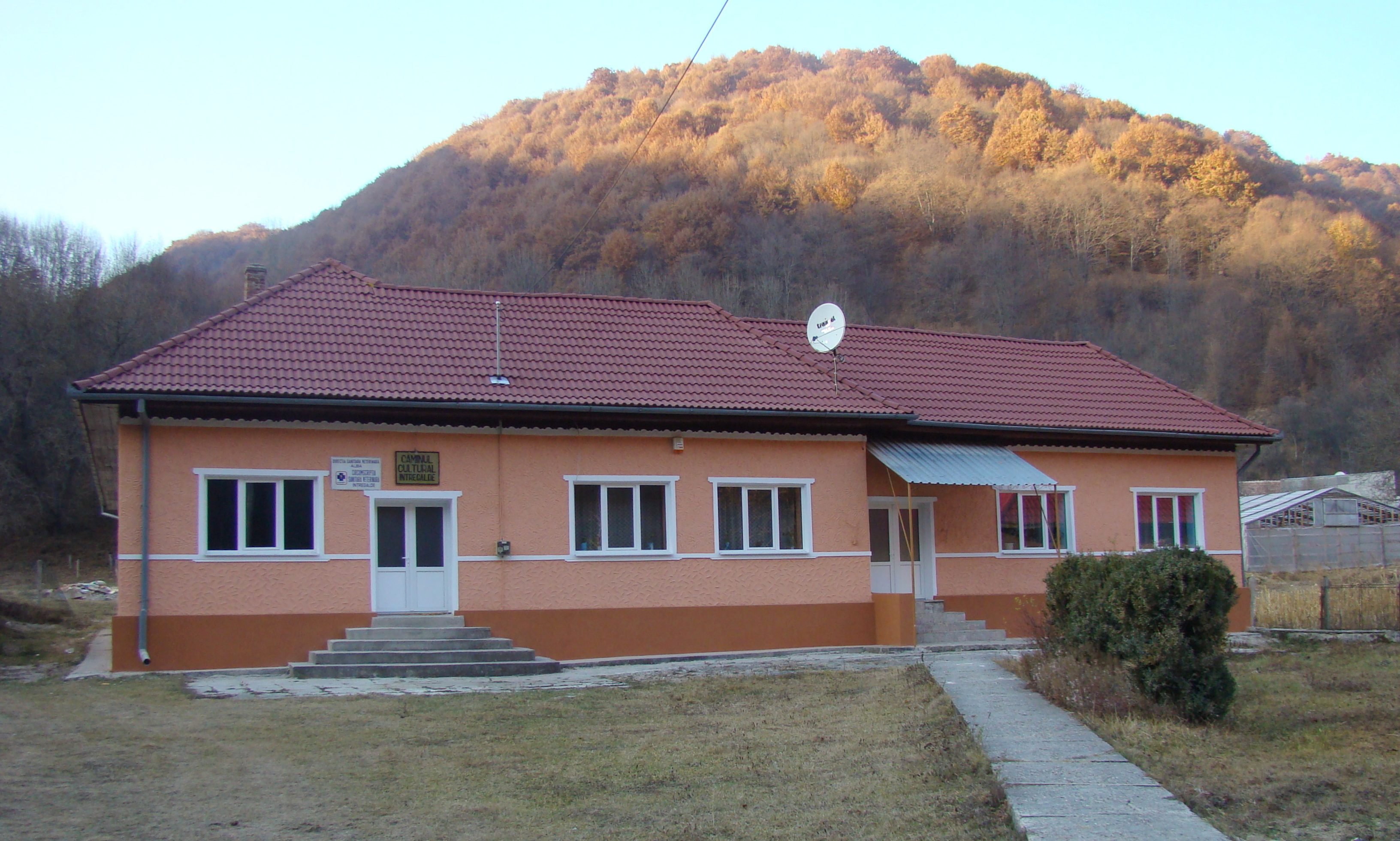
Căminul cultural
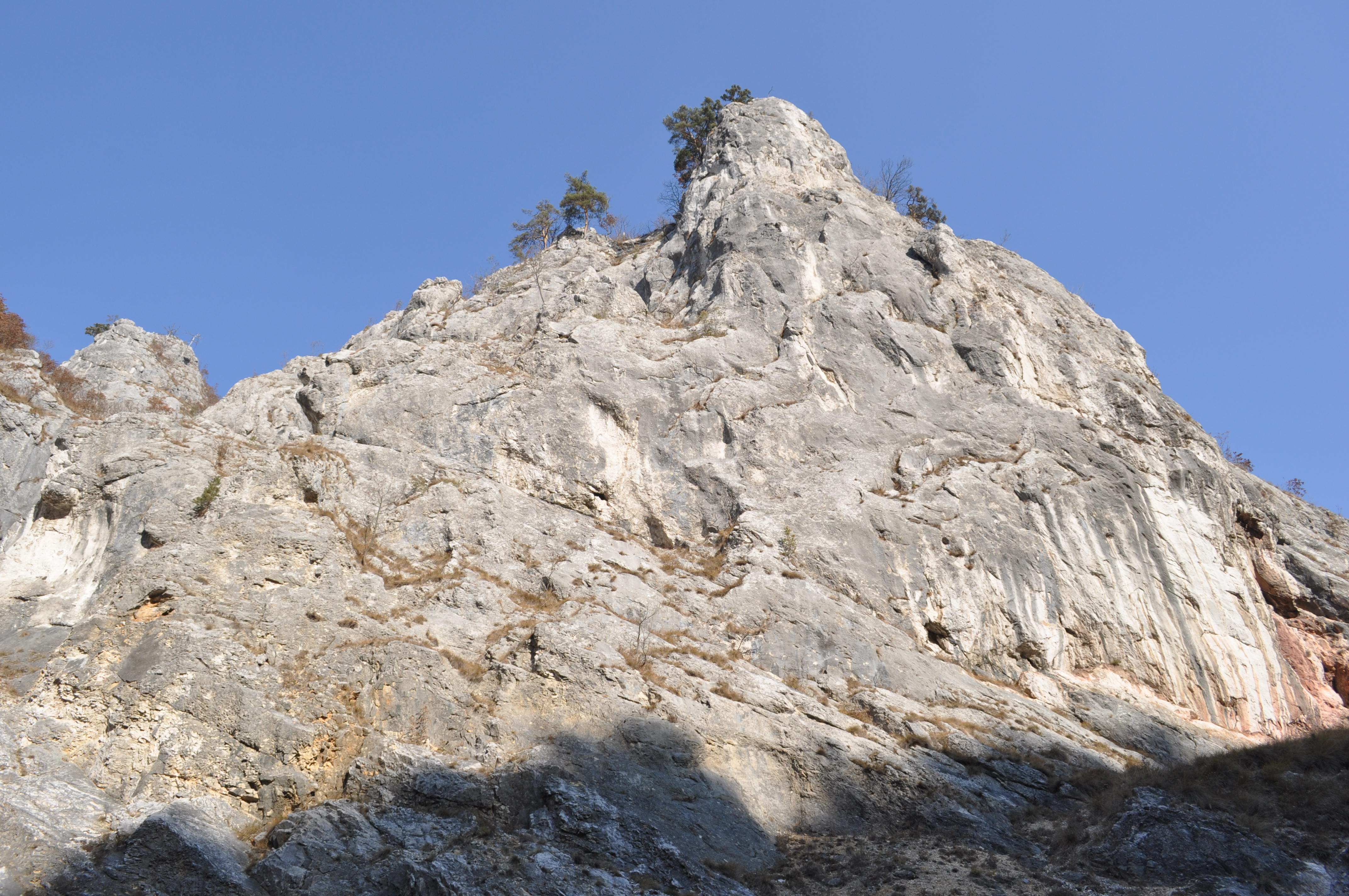
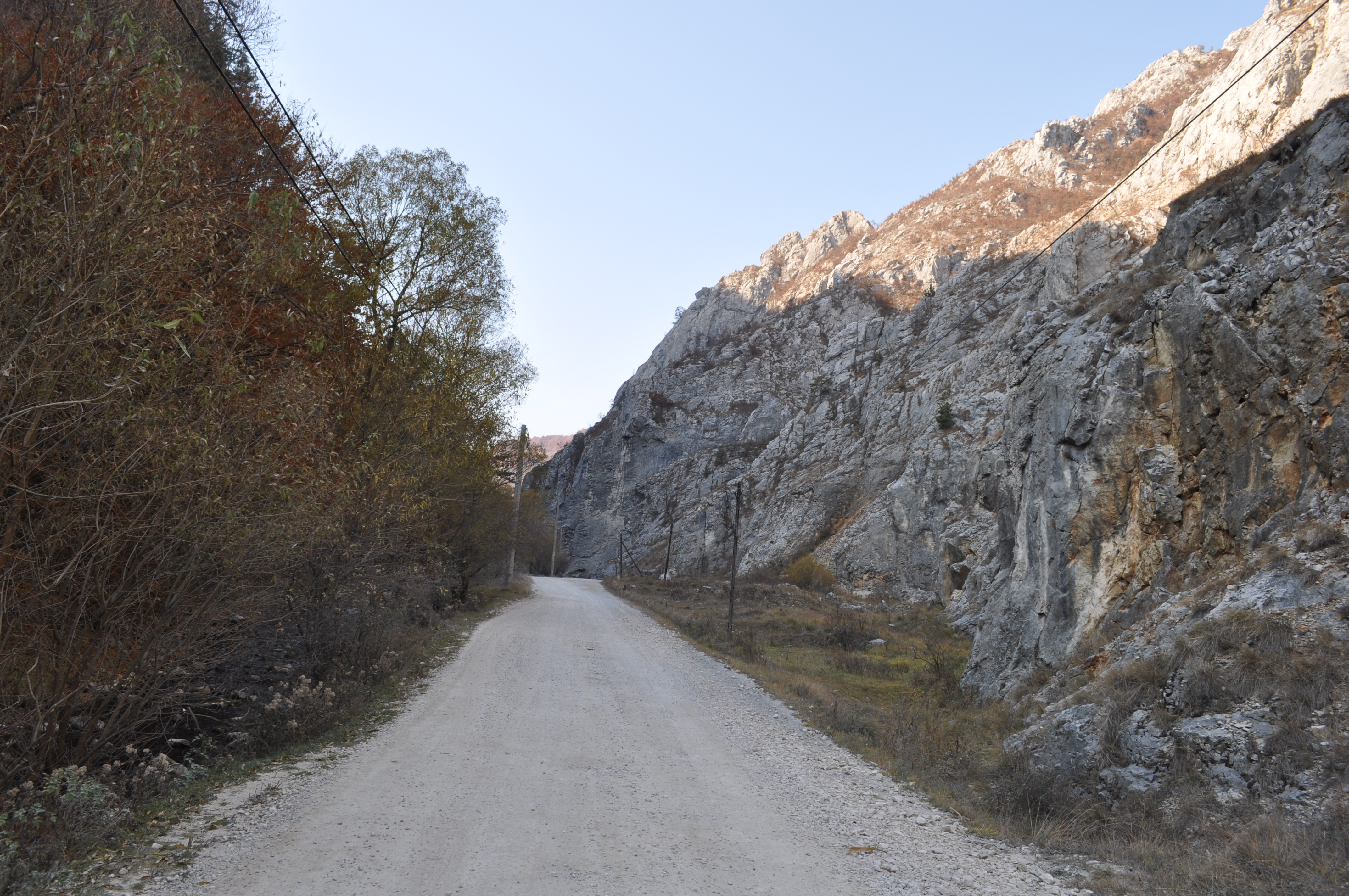

## Personalități
- Ioan Hațeganu (1847 - 1931), deputat în Marea Adunare Națională de la Alba Iulia 1918